# Sant'Ignazio
Sant'Ignazio, egentligen Sant'Ignazio di Loyola a Campo Marzio, är en barockkyrka i Rom, belägen strax öster om Pantheon. Det är Jesuitordens andra kyrka i Rom, efter moderkyrkan Il Gesù.

## Beskrivning
Sant'Ignazio, som påbörjades 1626, är helgad åt det spanska helgonet Ignatius av Loyola. Il Gesù har fått tjäna som förebild både vad gäller fasadens utformning och grundplanens design. Bygget av kyrkans kupol hindrades av dominikanerna, vars stora konvent låg granne med jesuitkollegiet; de menade att kupolen skulle skugga deras bibliotek. Istället gavs jesuitbrodern Andrea Pozzo i uppdrag att måla en skenkupol, som fullbordades 1685. 
Pozzo utförde även den magnifika fresken i långhusets tunnvalv (1685-1694). Enligt Pozzos egen förklaring tar freskprogrammet sin utgångspunkt i Kristi ord: ”Jag har kommit för att tända en eld på jorden” (Lukasevangeliet 12:49). Från Kristusgestalten utgår en stråle av eld, som träffar den svartklädde Ignatius och reflekteras vidare till hans lärjungar och efterföljare, vilka sprider tron till världens fyra hörn. Fresken är en quadratura i full skala med skenarkitektur och illusionistiskt måleri. Det finns en specifik punkt i långhuset från vilken betraktaren kan uppleva illusionen fullt. Betraktar man fresken från andra håll bryts illusionen i varierande grad. Detsamma gäller för skenkupolen. 
Interiören hyser den franske skulptören Pierre Legros den yngres mästerverk – Den helige Aloysius Gonzagas gravmonument.